# BC Kalev/Cramo
O BC Kalev/Cramo é um clube profissional de basquetebol sediado na cidade de Tallinn, Harjumaa, Estónia que atualmente disputa a KML, Liga Unida e Liga dos Campeões. Foi fundado em 1998 e manda seus jogos no Saku Suurhall com capacidade de 7.200 espectadores.

## Temporada por Temporada
| Temporada | Nível | Liga | Pos.      | RS        | PO        | Copa da Estônia   | Liga Unida | Liga Unida | Liga Unida | Liga Báltica | Liga Báltica | Liga Báltica | Competições Europeias | Competições Europeias | Competições Europeias |
| --------- | ----- | ---- | --------- | --------- | --------- | ----------------- | ---------- | ---------- | ---------- | ------------ | ------------ | ------------ | --------------------- | --------------------- | --------------------- |
| 1998–99   | 1     | KML  | 6         | 0–25      |           |                   |            |            |            |              |              |              |                       |                       |                       |
| 1999–00   | 1     | KML  | 7         | 2–28      |           |                   |            |            |            |              |              |              |                       |                       |                       |
| 2000–01   | 1     | KML  | 7         | 10–25     |           |                   |            |            |            |              |              |              |                       |                       |                       |
| 2001–02   | 1     | KML  | 7         | 3–27      |           |                   |            |            |            |              |              |              |                       |                       |                       |
| 2002–03   | 1     | KML  | 7         | 14–25     |           | Quartas de Finais |            |            |            |              |              |              |                       |                       |                       |
| 2003–04   | 1     | KML  | 5         | 15–27     |           | Semifinalista     |            |            |            |              |              |              |                       |                       |                       |
| 2004–05   | 1     | KML  | 1         | 14–4      | 9–3       | Quartas de Finais |            |            |            | Liga Báltica | 7            | 8–10         |                       |                       |                       |
| 2005–06   | 1     | KML  | 1         | 21–3      | 7–3       | Campeão           |            |            |            | Liga Báltica | 9            | 15–17        | 3 Eurocopa            | TR                    | 1–5                   |
| 2006–07   | 1     | KML  | 2         | 31–5      | 7–4       | Campeão           |            |            |            | Liga Báltica | QF           | 17–13        | 3 Eurocopa            | T16                   | 2–8                   |
| 2007–08   | 1     | KML  | 2         | 33–3      | 5–4       | Campeão           |            |            |            | Liga Báltica | QF           | 8–14         | 2 ULEB Eurocup        | TR                    | 3–7                   |
| 2008–09   | 1     | KML  | 1         | 23–5      | 7–2       | Campeão           |            |            |            | Liga Báltica | QF           | 13–8         | 3 EuroChallenge       | TR                    | 2–4                   |
| 2009–10   | 1     | KML  | 3         | 19–9      | 6–4       | Finalista         | Liga Unida | TR         | 0–6        | Liga Báltica | 7            | 7–11         |                       |                       |                       |
| 2010–11   | 1     | KML  | 1         | 29–3      | 7–0       | Terceiro Colocado | Liga Unida | TR         | 1–9        | Liga Báltica | 9            | 12–10        |                       |                       |                       |
| 2011–12   | 1     | KML  | 1         | 23–5      | 7–0       | Finalista         | Liga Unida | TR         | 2–14       | Liga Báltica | QF           | 13–10        |                       |                       |                       |
| 2012–13   | 1     | KML  | 1         | 28–4      | 10–0      | Terceiro Colocado | Liga Unida | TR         | 3–15       | Liga Báltica | 3            | 14–6         |                       |                       |                       |
| 2013–14   | 1     | KML  | 1         | 29–2      | 10–0      | Finalista         | Liga Unida | TR         | 2–16       |              |              |              | 2 Eurocopa            | TR                    | 3–7                   |
| 2014–15   | 1     | KML  | 2         | 26–6      | 7–4       | Terceiro Colocado | Liga Unida | TR         | 13–17      | Liga Báltica | T16          | 8–4          |                       |                       |                       |
| 2015–16   | 1     | KML  | 1         | 32–0      | 10–1      | Campeão           | Liga Unida | TR         | 8–22       |              |              |              | 3 Europe Cup          | TR                    | 0–6                   |
| 2016–17   | 1     | KML  | 1         | 29–3      | 10–0      | Campeão           | Liga Unida | TR         | 5–19       | Liga Báltica | 4            | 5–3          |                       |                       |                       |
| 2017-18   | 1     | KML  |           |           |           |                   | Liga Unida | TR         | 6-18       |              |              |              | 3 Liga dos Campeões   | 2Q                    | 2-2                   |
| 2019      | 1     | KML  | 1         | 25-3      | 6-0       |                   | Liga Unida | TR         | 14-12      |              |              |              |                       |                       |                       |
| 2020      | 1     | KML  | Cancelado | Cancelado | Cancelado |                   |            |            |            |              |              |              |                       |                       |                       |

## Títulos
- Liga Estoniana

Campeões (9): 2004–05, 2005–06, 2008–09, 2010–11, 2011–12, 2012–13, 2013–14, 2015–16, 2016–17